# Jeffersontown
La ville américaine de Jeffersontown est située dans le comté de Jefferson, dans l’État du Kentucky. Sa population s’élève à 26 595 habitants lors du recensement de 2010. 
Jeffersontown fait partie de l’agglomération de Louisville. Elle a été rétablie en tant que municipalité depuis la création du gouvernement métropolitain de Louisville en 2003. Elle est la 3e municipalité la plus peuplée de l'agglomération.

## Histoire
Située dans le sud-est du comté de Jefferson, Jeffersontown a vu le jour à la fin des années 1700 comme une étape pour les premiers pionniers sur leur chemin vers les chutes de l'Ohio à Louisville. Les agriculteurs ont commencé à cultiver la terre riche, qui a été arpentée par Thomas Bullitt en 1773 et John Floyd l'année suivante.
En 1794, Abraham Bruner achète 122 acres de terre. En mai 1797, il adresse une pétition à la Cour fiscale du comté de Jefferson pour transformer la section de 40 acres de sa terre en la ville de Jefferson - autant d'après le comté que d'après Thomas Jefferson, alors le vice-président des États-Unis. La ville a été longtemps connue comme la « ville de Bruner » ou « Brunerstown » par ses habitants, mais l'utilisation Jeffersontown a finalement conduit à son nom actuel.

## Source
- (en) Cet article est partiellement ou en totalité issu de l’article de Wikipédia en anglais intitulé « Jeffersontown, Kentucky » (voir la liste des auteurs).